# Lilian Bland
Pour les articles homonymes, voir Bland.
Lilian Bland (28 septembre 1878 - 11 mai 1971) est une journaliste anglo-irlandaise et une pionnière de l'aviation qui, en 1910, devient la première femme à concevoir et construire un avion, qu'elle pilote ensuite : le Bland Mayfly (en).

## Biographie

### Jeunesse
Lilian Bland naît à Maidstone, dans le Kent le 28 septembre 1878,  dans une famille de la noblesse anglo-irlandaise. Elle est le troisième enfant de John Humphrey Bland et de sa femme Emily Charlotte (née Madden). Au tournant du XXe siècle, elle commence à travailler comme journaliste sportive et photographe de presse pour divers journaux londoniens.  Elle a alors un mode de vie non conventionnel pour les femmes de son temps : elle fume, porte des pantalons et pratique la chasse aussi bien que la pêche,.
Entre 1900 et 1906, à la suite du décès de sa mère, Lilan Bland (alors âgée de 28 ans) et son père déménagent à Tobercorran House, une propriété familiale située à Carnmoney (en), non loin de Belfast. Là, ils emménagent avec une tante de Lilian Bland. Cette tante, nommée Sarah, est la veuve du général William James Smythe (en), qu'elle avait épousé en 1857 et qui était mort en 1887.
À partir de Tobercorran House, Lilian Bland poursuit son travail de photographe. En prenant des photos des oiseaux de mer présents sur les îles des mers intérieures de la côte ouest de l'Écosse, elle développe une fascination pour le vol,.

### LeBland Mayfly

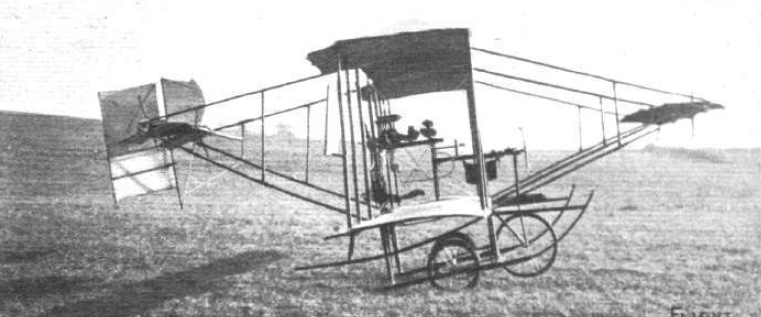
Le Mayfly, l'avion conçu et construit par Lilian Bland en 1910

Son goût naissant pour l'aviation est renforcé lorsqu'elle reçoit de son oncle une carte postale montrant un Blériot XI, le premier appareil à effectuer une traversée de la Manche. Au cours d'un meeting aérien à Blackpool en 1909, Lilian Bland étudie les mesures de l'avion monoplan de Louis Blériot et s'en sert de base pour la conception de son propre avion.
Pour son projet, Lilian Bland réutilise l'atelier d'astronomie de son oncle, le général William James Smythe, à Tobercorran House. Elle complète ses mesures prises sur le Blériot et ses idées personnelles avec des lectures sur les avions des frères Wright. À partir de là, elle réussit à construire un premier prototype biplan de 6 pieds d'envergure (1,80 m).
Avec l'aide d'autres personnes, Lilian Bland conçoit et fabrique ensuite un planeur d'une envergure de plus de 6 mètres, construit en bambou, en épicéa et en toile. Pendant plusieurs mois elle effectue des vols d'essai avec ce planeur en se lançant de Carnmoney Hill, une colline haute de 260 m. Progressivement, elle alourdit son planeur, jusqu'à ce qu'elle l'estime capable de recevoir un moteur.
En juillet 1910, Bland reçoit un moteur léger à deux temps de 20 chevaux commandé à AV Roe & Co. pour 100 livres sterling. Cependant, les premiers essais du moteur s'avèrent insatisfaisants puisque les vibrations qu'il génère desserrent les écrous, boulons et jambes de force de l'appareil.
L'avion réussit finalement son premier décollage du sol à la fin du mois d'août 1910, en restant en l'air sur environ 400 mètres. Les autres essais sont comparables en distance au premier, et le Mayfly réussit à s'élever jusqu'à une dizaine de mètres dans les airs. Lilian Bland entend dans un premier temps l'améliorer mais finit par y renoncer en se rendant compte que la structure de l'avion ne peut pas supporter un moteur plus lourd. Elle donne donc la structure en bois et en toile à un club de planeurs et vend le moteur.

### Multiples carrières
En avril 1911, Lilian Bland dirige une concession automobile à Belfast, en Irlande, qu'elle abandonne dans l'année pour épouser son cousin Charles Loftus Bland, avec qui elle émigre en Colombie-Britannique (Canada) pour créer sa propre ferme sur des terres vierges.
Charles et Lilian ont leur unique enfant, Patricia Lilian Bland, le 13 avril 1913. Cette dernière décède du tétanos en septembre 1929, à l'âge de 16 ans.  Le couple se sépare peu de temps après, Lilian retournant en Angleterre et Charles épousant une autre cousine. 
Lilian Bland retourne au Royaume-Uni en 1935, dans le Kent. Elle devient jardinière et spécule en bourse grâce à son salaire dans l'espoir d'obtenir plus d'argent. Dans les années 1950, Bland prend sa retraite en Cornouailles.  En 1971, à l'âge de 92 ans, elle donne une interview au Belfast Telegraph, dans laquelle elle dit que les seuls amusements qui lui restent sont les jeux d'argent. Elle meurt peu après, le 11 mai de la même année. 

## Postérité
Lilian Bland est commémorée dans sa maison de Carnmoney par une blue plaque. La ville de Newtownabbey nomme également en son honneur un jardin public, le Lilian Bland Community Park, en 2011. Ce parc est également décoré d'une sculpture métallique du Bland Mayfly.
La contribution de Lilian Bland à l'aviation irlandaise est également présentée en 2021 lors d'une exposition de l'Ulster Transport Museum (en).
| - Sculpture métallique du Bland Mayfly. - Panneau d'entrée du Lilian Bland Community Park de Newtownabbey. |